# Scogli di Milovzorov
Gli scogli di Milovzorov (in russo Рифы Миловзорова, rify Milovzorova) sono una barriera rocciosa a est dell'isola di Payer che fanno parte della Terra di Zichy nell'arcipelago della Terra di Francesco Giuseppe (Russia). Si trovano nell'Oceano Artico
Nel 1953 sono stati così denominati in onore del capitano Pavel Georgievič Milovzorov (1876-1940).

## Geografia
Gli scogli di Milovzorov sono collocati nella parte centrale del gruppo delle isole di Zichy; sono una lunga barriera composta da 5 scogli al largo della costa nord-est dell'isola di Payer, vicino a capo Ostryj Nos. La barriera è lunga 2,5 km e l'isolotto più grande misura circa 1 km. A sud di essi si trova la piccola isola di Apollo e ad est l'isola di Stolička.